# Mira (Sängerin)

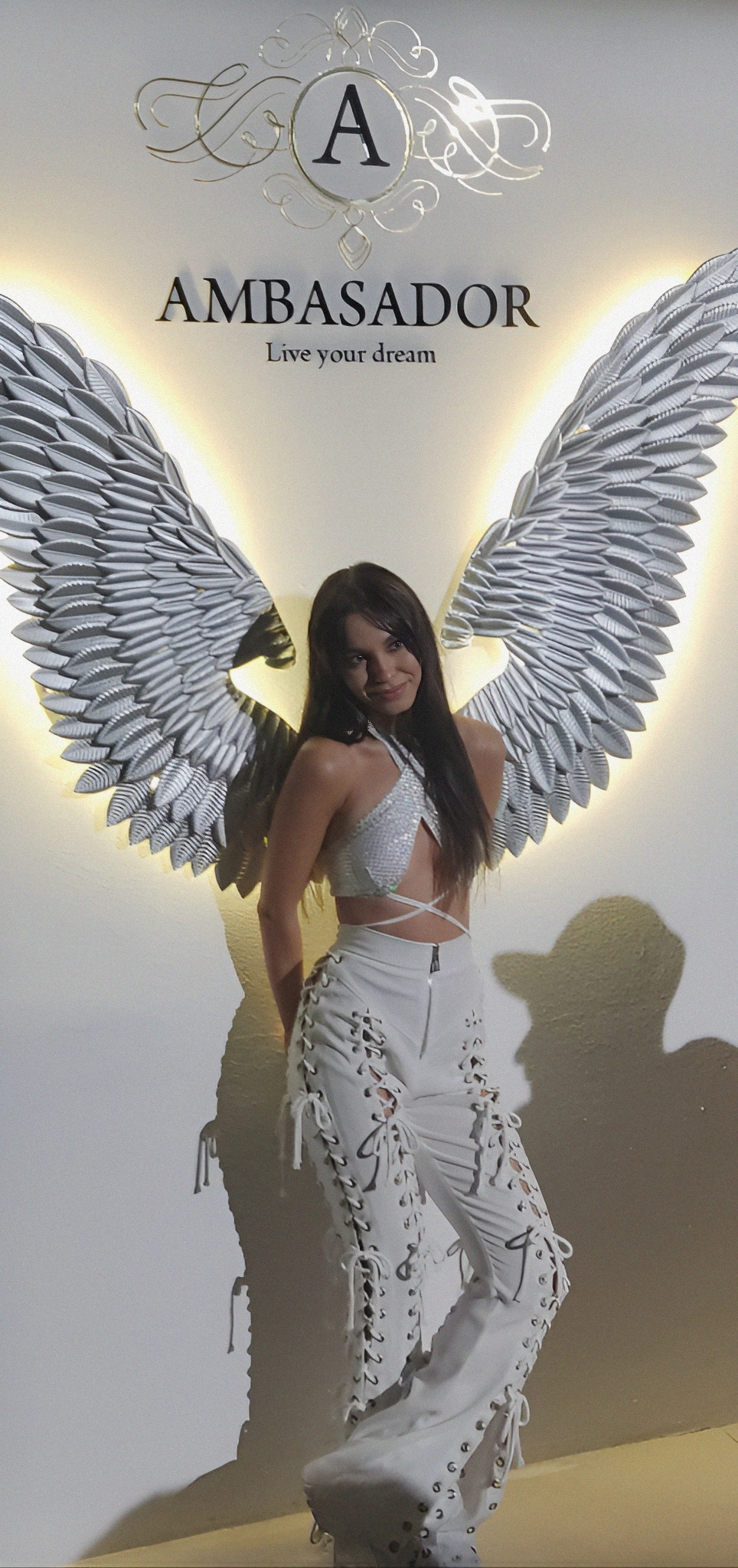
Mira (2023)

Maria Mirabela Cismaru (* 12. März 1995 in Rovinari), besser bekannt als Mira bzw. MIRA, ist eine rumänische Popsängerin. Cismaru machte sich einen Namen, als sie in der zweiten Staffel der Talentshow Vocea României auftrat.

## Leben
Schon als Kind begleitete Cismaru ihre Mutter zu Hochzeiten, wo sie mit ihr Volksmusik sang. Im Alter von 13 Jahren meldete sie sich im Kinderpalast in Târgu Jiu ein, wo sie drei Jahre gesanglich ausgebildet wurde. Danach war sie Mitglied der Band Anonim, in der sie ihre Leidenschaft für die Gitarre entdeckte.
Cismaru nahm an einigen Schönheitswettbewerben teil; im Dezember 2011 gewann sie die Miss Christmas von Rovinari. Im selben Jahr gewann sie den ersten Preis beim Nationalen Festival für Unterhaltungsmusik „Iulian Andreescu“.
Mira schaffte ihren Durchbruch im Jahr 2012 mit DJ Marc Ryan, damals noch unter dem Namen Aria, mit dem Titel „So (la la)“. Sie nahm im Team von Marius Moga an der Show Vocea României teil. Nach der Teilnahme baute Cismaru ihre musikalische Karriere auf und veröffentlichte erfolgreiche Songs.
2013 erschienen ihre ersten Songs Loving You und In Love unter dem Namen Mirabela bzw. MIRA mit Allexinno und 2014 Tell Me Something mit Zhao. 2014 wurde sie bei Global Records unter Vertrag genommen. Ihre erste Single Like, ein von Theea Miculescu komponierter Song, wurde im selben Jahr veröffentlicht. 2015 veröffentlichte Cismaru den Song Balada de iubire sowie auf Petrecere de adio und Corina mit Piticu' und Fete din Balcani mit Skizzo Skillz. Im März 2017 veröffentlichte sie den Song Anii mei und im September Uit de tine, zwei ihrer bisher erfolgreichsten Singles. Ebenfalls 2017 wurde Mira die neue Leadsängerin des Musikerduos DJ Project.
Im Mai wurde sie ausgewählt, um bei FORZA ZU zu singen, einem der größten Konzerte im Land, das von Radio ZU veranstaltet wird. Im Dezember sang Cismaru in der ebenfalls von Radio ZU organisierten Sondersendung Orașul Faptelor Bune, einem Wohltätigkeitskonzert.
Anfang 2023 gab sie offiziell bekannt, dass sie mit dem Label HaHaHa Production zusammenarbeitet.

## Persönliches
Cismaru zog im Alter von 18 Jahren nach Bukarest, um ihre Musikkarriere zu beginnen. 2017 wurden Mira und die Künstler von DJ Project bei einem Verkehrsunfall im Kreis Valcea verletzt. Ihr Halbbruder starb im Jahr 2018 bei einem Autounfall.

## Diskografie

### Alben
- 2021: MiraDivina

### Singles
| - 2012: So (la la) (feat. DJ Marc Ryan) - 2013: Loving You (feat. Allexinno) - 2013: In Love (feat. Allexinno) - 2014: Zi-mi ceva (feat. Zhao) - 2014: Like - 2014: Masca lui Zorro - 2014: Dragostea nu se stinge (feat. Kio & What’s Up) - 2015: Balade de iubire - 2015: Fete din Balcani (feat. Corina & Skizzo Skillz) - 2015: Petrecere de adio (feat. Piticu) - 2016: Bella - 2017: Anii mei - 2017: Uit de tine - 2017: Omnia (feat. DJ Project) - 2017: Drăguț de sărbători - 2017: Dacă te-aș iubi (feat. Ambreaj) - 2017: Și dacă te-aș iubi (feat. E.B.P. (Asu)) - 2018: Vina - 2018: Inimă nebună (feat. DJ Project) - 2018: Ce-o fi, o fi (feat. Vescan) - 2018: Tu mă faci - 2019: Cum De Te Lasă - 2019: Străzile din București (feat. Florian Rus) - 2019: Maldita Noche - 2019: Cădere în Gol (feat. Alex Velea) - 2020: De ce? - 2020: Plus și minus - 2020: O privire - 2020: Învață-mă - 2020: Maracas (feat. Lino Golden) - 2020: Dragostea din Tei (Cover von O-Zone) - 2020: Zero Absolut - 2020: Cineva - 2021: Nave spațiale - 2021: Arctic - 2021: Zi merci - 2021: Cheia inimii mele (feat. DJ Project) - 2021: Dragă Moșule (feat. Aurelia Cimpoieru) - 2021: Deziubește-mă (feat. Mario Fresh) | - 2022: Tu cu ea (feat. Lora) - 2022: Toată noaptea (feat. Juno) - 2022: 16 ani (feat. Uzzi) - 2023: Strawberry Heart - 2023: N-am să te las - 2023: Bye, Bye (feat. Bvcovia) - 2023: Come with me - 2023: Alo, alo (feat. Vescan) - 2023: Ca-n România (feat. Theo Rose) - 2024: Dor de tine - 2024: Bad booty - 2024: Ce ai tu - 2024: Ring, ring - 2024: Duro - 2024: Ladida - 2024: Să fii tu (feat. Rareș Mariș) - 2024: Love again - 2024: E româncă (feat. Juno) - 2024: Încă ne iubim (feat. Florian Rus) - 2024: Bota - 2025: Toată lumea dansează - 2025: Nu mă ia - 2025: Bună dimineața (feat. Liviu Teodorescu) |